# Isterectomia
L'isterectomia è una tecnica chirurgica che comporta l'asportazione dell'utero. Può anche comportare la rimozione della cervice, delle ovaie, delle tube di Falloppio e di altre strutture circostanti. Generalmente eseguita da un chirurgo ginecologo, l'isterectomia può prevedere la rimozione dell'intero utero (quindi di corpo, fondo, collo dell'utero; si parla in questo caso di isterectomia totale) oppure essere parziale (rimozione del corpo uterino lasciando intatta la cervice; si parla allora di isterectomia sopracervicale o isterectomia subtotale. In molti casi nel corso dell'intervento vengono asportate anche le ovaie e si parla allora di isterectomia con annessiectomia (generalmente vengono asportate le ovaie di entrambi i lati, perciò si esegue un'annessiectomia bilaterale). L'isterectomia è la procedura chirurgica ginecologica di esecuzione più comune. Nel 2003, oltre 600.000 isterectomie sono state eseguite solo negli Stati Uniti, di cui oltre il 90% sono state eseguite per condizioni benigne. In Italia nel 2010 sono state eseguite circa 70.000 isterectomie: la gran parte per miomi o metrorragia, solo un 18% per cancro dell'utero; in base a questi dati in Italia ogni anno sarebbero eseguite 50.000 isterectomie "inutili". Questi elevatissimi tassi di intervento hanno portato a diverse controversie e molti medici ritengono che le isterectomie vengano largamente eseguite per ragioni ingiustificate e non necessarie. L'isterectomia è spesso praticata in modo improprio per trattare anche condizioni benigne (ad esempio, come già citato, per le mestruazioni abbondanti), sebbene ci siano spesso alternative.
La rimozione dell'utero rende la paziente incapace di generare figli (similmente la rimozione delle ovaie e delle tube di Falloppio) e comporta rischi chirurgici oltre che effetti a lungo termine; per questo motivo l'intervento dovrebbe essere normalmente raccomandato solo quando altre opzioni di trattamento non sono disponibili o hanno fallito. Un approccio personalizzato ai problemi della paziente, l'utilizzo di dispositivi intrauterini a rilascio di levonorgestrel, il ricorso a innovative tecniche chirurgiche (che risultano anche più conservative) come la chirurgia isteroscopica o la miomectomia ad ansa fredda, tutte queste opzioni fanno prevedere che la frequenza delle isterectomie per indicazioni diverse dal cancro all'utero diminuirà nel tempo.

L'ovariectomia (la rimozione delle ovaie) viene frequentemente eseguita insieme all'isterectomia per ridurre il rischio di cancro ovarico. Tuttavia, studi recenti hanno dimostrato che l'ooforectomia profilattica (senza che vi sia un'indicazione medica urgente) riduce sostanzialmente il tasso di sopravvivenza a lungo termine della paziente e può associarsi ad altri gravi effetti avversi. 
Questo effetti negativi della procedura chirurgica non sono limitati alle donne in pre-menopausa. Anche le donne che sono già entrate in menopausa hanno evidenziato una riduzione a lungo termine della sopravvivenza, dopo essere state sottoposte a ovariectomia.

## Usi medici

Il diagramma mostra quali parti sono rimosse con un'isterectomia radicale

L'isterectomia è una procedura chirurgica importante che presenta rischi e benefici e influisce sull'equilibrio ormonale della donna e sulla salute generale per il resto della sua vita. Per questo motivo, l'isterectomia è normalmente raccomandata come ultima risorsa per porre rimedio a certe condizioni intrattabili del sistema riproduttivo. Tali condizioni includono, ma non sono limitate a:
- Endometriosi grave e intrattabile (crescita dell'endometrio, il rivestimento uterino, al di fuori della cavità uterina) e/o adenomiosi (una forma di endometriosi, in cui una parte del tessuto endometriale si sviluppa attraverso la muscolatura e le pareti muscolari dell'utero), dopo che sono state esaurite le altre opzioni farmaceutiche o chirurgiche.
- Dolore pelvico cronico, dopo che sono state esaurite le diverse opzioni farmaceutiche o chirurgiche disponibili.
- Postpartum: quando si rende necessario rimuovere un caso grave di placenta previa (placenta che si è venuta ad inserire in corrispondenza del segmento inferiore dell'utero, sopra o all'interno del canale del parto) o placenta percreta (una placenta che è cresciuto nella e attraverso la parete uterina andando poi ad attaccarsi ad altri organi), come ultima possibilità in caso di eccessiva emorragia ostetrica.
- Diverse forme di prolasso vaginale.

Le donne possono anche esprimere il desiderio di sottoporsi a una isterectomia elettiva per ragioni diverse dalla risoluzione di condizioni o malattie del sistema riproduttivo. Alcune delle condizioni in base alle quali una donna può richiedere un'isterectomia per motivi diversi da una malattia in atto includono una profilassi contro alcuni tipi di cancro del sistema riproduttivo, specialmente se vi è una forte storia familiare di tumori del sistema riproduttivo (in particolare il tumore alla mammella in combinazione con la mutazione BRCA1 o BRCA2). 
Alcuni donne con gravi disabilità dello sviluppo possono essere sottoposte a isterectomia, tuttavia questa indicazione appare molto controversa.

### Neoplasie ginecologiche
Molti tipi di tumori del sistema riproduttivo sono trattati chirurgicamente. Questi tumori includono il cancro dell'utero, del collo dell'utero, il cancro delle ovaie, i tumori dell'endometrio, così come i fibromi uterini che non rispondono a opzioni di trattamento più conservative.

## Metodologia
Come già ricordato l'isterectomia è la procedura chirurgica più frequentemente eseguita sull'apparato genitale femminile e, nel 90% circa dei casi, viene effettuata per patologie di tipo benigno (ad esempio fibromi, prolassi, endometriosi).
La scelta della tecnica chirurgica dipende dalle indicazioni per l'isterectomia, da eventuali procedure aggiuntive che si rendono necessarie, dalla dimensione, forma e mobilità dell'utero, dalle apparecchiature disponibili in quel preciso ospedale e naturalmente dall'esperienza del chirurgo. In questi anni sta prendendo piede la tecnica "robotica" riservata perlopiù alle procedure più complesse (oncologiche), dove il chirurgo "guida" da una postazione remota a pochi metri dalla paziente il robot (sistema Da Vinci) che esegue materialmente la procedura. Tutto ciò ha portato a risultati operatori decisamente migliori, tuttavia con un importante aumento dei costi.
Oggi sono disponibili varie tecniche chirurgiche per la rimozione completa o parziale di un utero:
- Isterectomia laparotomica avviene mediante un'incisione e apertura della parete addominale; può prevedere la conservazione della cervice (isterectomia subtotale ovvero isterectomia sovracervicale); in altri casi prevede anche la rimozione della cervice (isterectomia addominale totale)
- Isterectomia vaginale (definita anche colpoisterectomia, l'intervento avviene cioè attraverso la vagina)
- Isterectomia laparoscopica totale (TLH - Total Laparoscopic Hysterectomy) eseguita per la prima volta nel 1989 da un ginecologo americano, Harry Reich); l'intervento prevede l'esecuzione di 4 piccole incisioni di pochi millimetri nell'addome, al fine di poter introdurre il laparoscopio, il tubo per insufflare l'anidride carbonica e i necessari strumenti chirurgici.
- Isterectomia vaginale laparoscopicamente assistita (LAVH - Laparoscopically Assisted Vaginal Hysterectomy)
- Isterectomia sopracervicale laparoscopica (LASH - Laparascopic Supracervical Hysterectomy) cioè la rimozione del corpo dell'utero per via laparoscopica

Questi metodi vengono meglio descritti di seguito.

### Isterectomia addominale
La maggior parte delle isterectomie viene ancora oggi effettuata tramite laparotomia (cioè un'incisione addominale, da non confondere con la laparoscopia). Un'incisione trasversale viene effettuata attraverso la parete addominale, di solito subito sopra l'osso pubico, il più vicino possibile alla linea dei peli pubici, similmente a quanto avviene per l'esecuzione di un taglio cesareo. Questa tecnica consente al chirurgo il massimo accesso possibile alle strutture riproduttive e viene normalmente effettuata quando si rende necessaria la rimozione dell'intero complesso riproduttivo. Il tempo di convalescenza e pieno recupero dopo un'isterectomia "a cielo aperto" è di 4-6 settimane e talvolta più lungo: ciò è sostanzialmente dovuto alla necessità di procedere con il taglio la parete addominale. Storicamente, il problema più grande che doveva essere affrontato eseguendo questa tecnica, era rappresentato dalle infezioni, ma i tassi di infezione sono attualmente ben controllati e non rappresentano una preoccupazione importante nella moderna pratica medica. Un'isterectomia aperta fornisce il modo più efficace per esplorare la cavità addominale ed eseguire interventi chirurgici complicati. Prima del perfezionamento delle tecniche vaginali e laparoscopiche, l'isterectomia addominale rappresentava anche l'unica possibilità di eseguire l'isterectomia subtotale, mentre attualmente la via vaginale è la tecnica preferibile nella maggior parte delle circostanze.

### Isterectomia vaginale
L'isterectomia vaginale viene eseguita interamente attraverso il canale vaginale e presenta chiari vantaggi rispetto alla chirurgia addominale: un minor numero di complicanze, tempo di ricovero ospedaliero più breve, ma anche un tempo di guarigione e convalescenza più brevi. L'isterectomia addominale, il metodo più comune, viene utilizzata in casi come dopo il parto cesareo, quando l'indicazione all'intervento è un cancro, oppure quando si prevedono complicazioni o è richiesta un'esplorazione chirurgica.

### Isterectomia vaginale laparoscopicamente assistita
Con lo sviluppo delle tecniche laparoscopiche negli anni '70 e '80, l'isterectomia vaginale laparoscopicamente assistita (LAVH) ha acquisito grande popolarità tra i ginecologi perché rispetto alla procedura addominale è meno invasiva e il recupero post-operatorio è molto più veloce. Permette anche una migliore esplorazione, risultando un intervento solo leggermente più complicato rispetto alla procedura vaginale. La tecnica LAVH inizia con una normale laparoscopia ed è completata in modo tale che la rimozione definitiva dell'utero (con o senza rimozione delle ovaie) avviene attraverso il canale vaginale. Nel corso d'esecuzione di LAVH generalmente si esegue un'isterectomia totale, la cervice cioè viene ad essere rimossa con l'utero. L'operatore procede quindi al raccordo (sutura) della parte superiore della vagina al tessuto che in precedenza era adiacente all'utero, ovvero ad una tecnica definita con il termine di cuffia vaginale.

### Isterectomia sopracervicale laparoscopica
L'isterectomia sopracervicale laparoscopica" (LASH - acronimo inglese di Laparoscopic Supracervical Hysterectomy) è stata successivamente sviluppata per rimuovere l'utero senza rimuovere la cervice usando un morcellatore (un particolare strumento chirurgico che taglia (tritura) l'utero in piccoli pezzi che possono essere rimossi dalla cavità addominale attraverso le porte laparoscopiche.

### Isterectomia laparoscopica totale
L'isterectomia totale laparoscopica (TLH) è stata sviluppata nei primi anni '90 da Prabhat K. Ahluwalia nell'Upstate di New York. La TLH viene eseguita esclusivamente attraverso l'utilizzo di laparoscopi introdotti nell'addome, iniziando dalla parte superiore dell'utero, tipicamente con un manipolatore uterino. L'intero utero è disconnesso dai suoi punti di ancoraggio usando strumenti lunghi e sottili attraverso le "porte laparoscopiche". Quindi tutto il tessuto da rimuovere viene fatto passare attraverso le piccole incisioni addominali.

### Altre tecniche
- L'isterectomia sopracervicale laparoscopica (LSH) viene eseguita in modo simile alla chirurgia laparoscopica totale, ma l'utero viene amputato tra la cervice e il fondo, pertanto si tratta di un'isterectomia subtotale (o, per l'appunto, sopracervicale).
- La laparoscopia a doppia porta è una forma di chirurgia laparoscopica che utilizza due incisioni sulla linea mediana di circa 5 mm: l'utero è disconnesso dai tessuti contigui tramite le due porte e rimosso attraverso la vagina.
- L'isterectomia "robotica" è una variante della chirurgia laparoscopica che utilizza speciali strumenti controllati a distanza, tramite i quali il chirurgo riesce ad avere un controllo più preciso e una visione ingrandita tridimensionale.

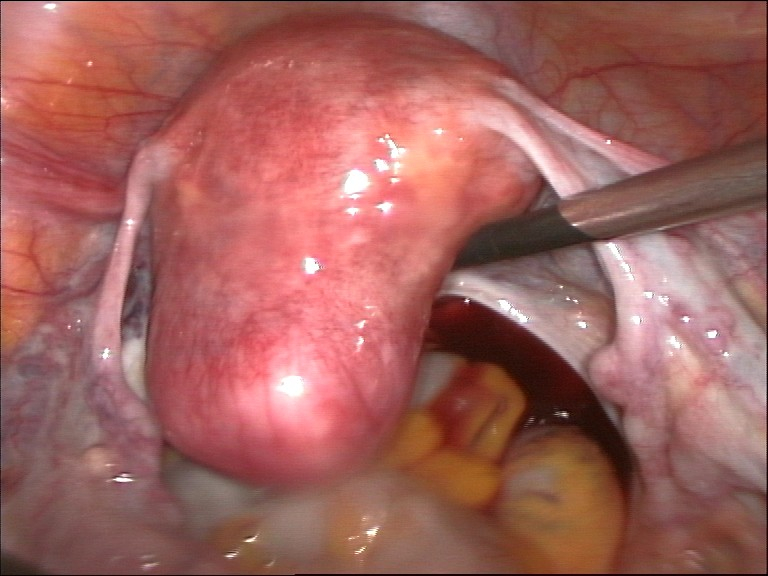
Utero prima di un'isterectomia
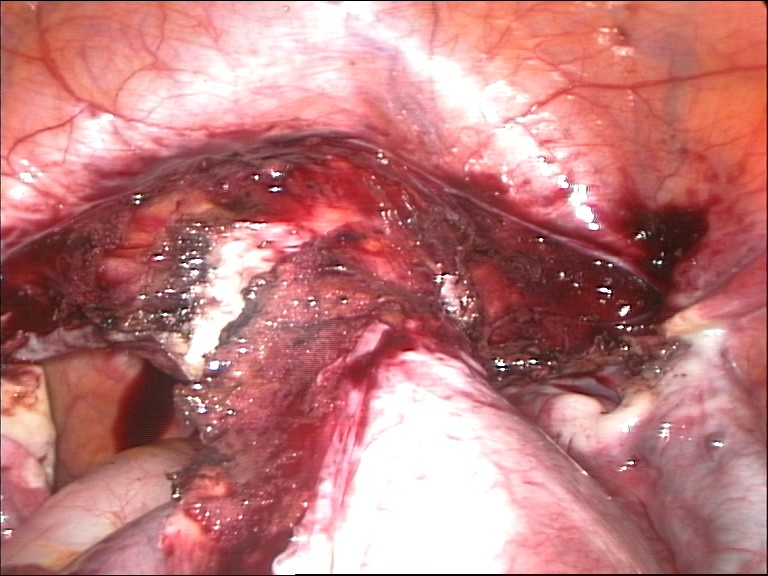
Isterectomia per via laparoscopica
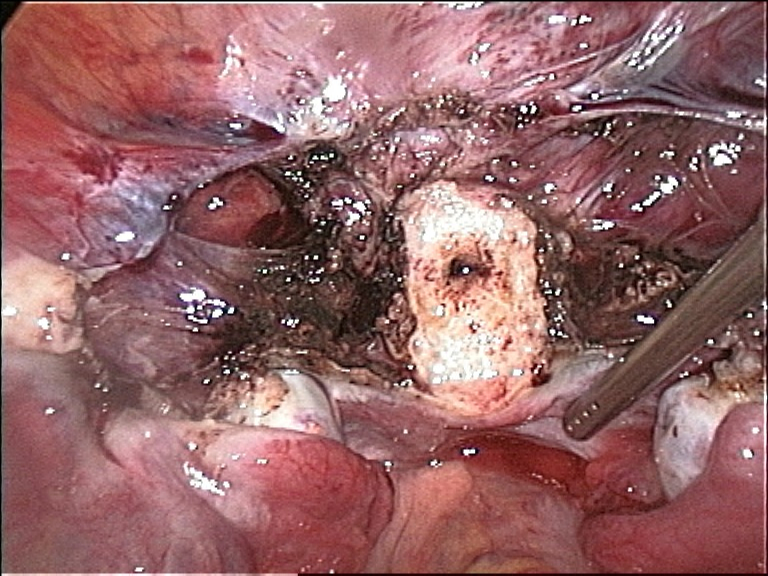
Moncone cervicale (in bianco) dopo la rimozione del corpo dell'utero in corso di isterectomia laparoscopica sopracervicale
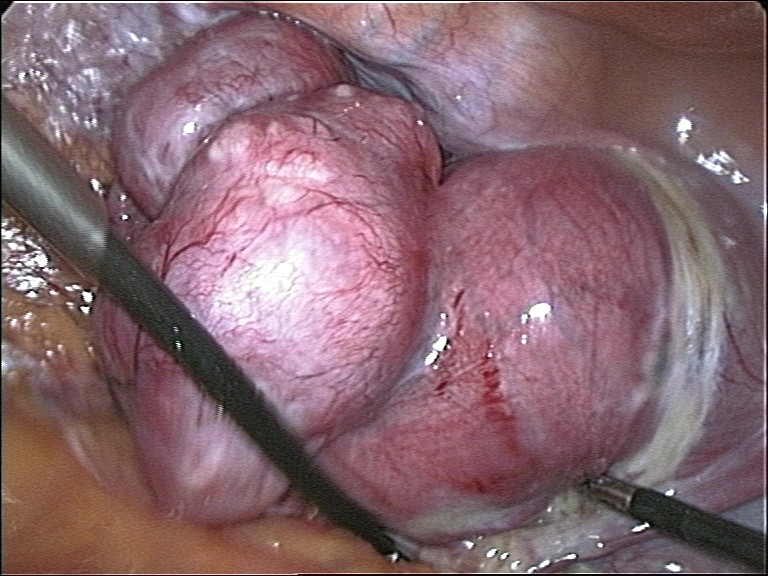
Exeresi (asportazione chirurgica) per via transvaginale dell'utero in un'isterectomia laparoscopica totale
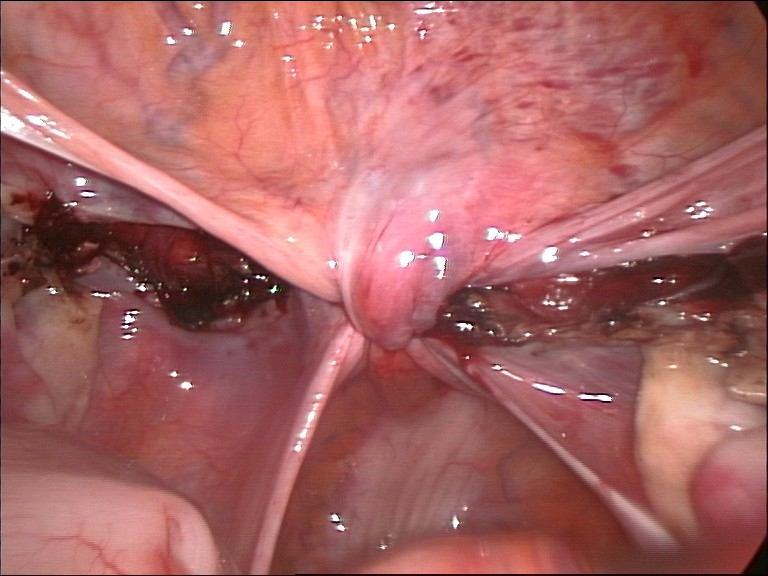
Fase finale di un'isterectomia laparoscopica

### Confronto delle tecniche
L'approccio chirurgico per l'esecuzione di un'isterectomia è influenzato da diversi aspetti: le caratteristiche della paziente, le indicazioni (la ragione) per le quali la donna necessita di un'isterectomia, le dimensioni dell'utero, la posizione (discesa) dell'utero in addome, l'eventuale presenza di tessuti malati (che possono dover essere asportati) e che circondano l'utero, pregressi interventi chirurgici già effettuati in regione pelvica, obesità, pregresse gravidanze e loro evoluzione, possibilità di endometriosi, le necessità o meno di un'ovariectomia, eventuali preferenze della paziente.
L'isterectomia vaginale è raccomandata rispetto ad altre tecniche, ove possibile, per le donne affette da malattie benigne. L'isterectomia vaginale è risultata superiore alla LAVH. D'altro canto alcuni tipi di chirurgia laparoscopica causano meno complicanze a breve e lungo termine, un effetto più favorevole sull'esperienza sessuale post-intervento, con tempi di recupero più brevi e costi minori.
La chirurgia laparoscopica offre alcuni vantaggi quando la chirurgia vaginale non è un'opzione praticabile; sfortunatamente la tecnica ha anche l'importante svantaggio si richiedere un tempo di intervento chirurgico significativamente più lungo.
In uno studio del 2004 condotto in Gran Bretagna nel quale si confrontavano le tecniche addominale (laparotomica) e laparoscopica, è stato scoperto che la chirurgia laparoscopica causa tempi di intervento più lunghi e un più alto tasso di complicanze maggiori, offrendo al tempo stesso una guarigione molto più rapida.
In un altro studio condotto nel 2014, la laparoscopia risultava essere "un'alternativa sicura alla laparotomia": lo studio era inerente donne sottoposte a isterectomia totale per carcinoma dell'endometrio. I ricercatori concludevano che la procedura "offre risultati perioperatori nettamente migliorati con un tasso di reintervento inferiore e un minor numero di complicanze postoperatorie quando lo standard di cura passa dalla chirurgia a cielo aperto alla laparoscopia, in un ospedale universitario".
La tecnica addominale è molto spesso applicata in circostanze difficili o quando si prevedono complicazioni. Se si considerano queste premesse, il tasso di complicanze e il tempo richiesto per la chirurgia sono molto favorevoli se paragonati ad altre tecniche, tuttavia il tempo richiesto per la guarigione è molto più lungo.
L'isterectomia eseguita tramite laparotomia addominale è correlata con un'incidenza molto più elevata di aderenze intestinali rispetto ad altre tecniche.
Il tempo richiesto per il completamento della chirurgia nel già citato studio eVALuate del 2004 è riportato come segue:
- Tempo medio per via addominale: 55,2 minuti (range 19-155)
- Tempo medio per via vaginale: 46,6 minuti (range 14-168)
- Tempo medio per via laparoscopica (include tutte le varianti): 82,5 minuti (range 10-325; valori ottenuti combinando i dati di tutti i bracci del trial)

La pratica della morcellazione è stata ampiamente utilizzata soprattutto nelle tecniche laparoscopiche e talvolta per la tecnica vaginale, ma dati attuali sembrano associarla ad un considerevole rischio di diffusione di tumori benigni o maligni. Nell'aprile 2014, la Food and Drug Administration (FDA) ha emesso una nota ("Alert") che richiamava i medici sui rischi connessi con il ricorso a tale pratica.
La chirurgia robotica assistita è attualmente utilizzata in diversi paesi per eseguire l'isterectomia. Sono necessarie ulteriori ricerche per determinare i benefici e i rischi ad essa connessi, rispetto alla chirurgia laparoscopica convenzionale.
Una revisione Cochrane del 2014 ha rilevato che la chirurgia robotica assistita può avere un tasso di complicanze simile rispetto alla chirurgia laparoscopica convenzionale. Inoltre, vi sono evidenze che suggeriscono che, sebbene questa tecnica chirurgica richieda più tempo, la chirurgia robotica assistita può comportare ricoveri ospedalieri più brevi. Sono necessarie ulteriori ricerche per determinare se effettivamente le isterectomie robotiche assistite siano davvero di beneficio alle pazienti affette da cancro.
Per quanto attiene alla chirurgia assistita robotica, non è stato possibile confermare i vantaggi marginali ad essa precedentemente attribuiti. Solo le differenze nella durata della degenza ospedaliera e nei costi rimangono statisticamente significative.
La chirurgia ginecologica robotica si è molto diffusa negli ultimi anni, grazie a operazioni di marketing da parte di diverse cliniche ed ospedali, tuttavia gran parte delle informazioni veicolate non si basa su dati scientifici di alta qualità.
| Tecnica                                                                    | Benefici | Svantaggi |
| -------------------------------------------------------------------------- | --- | --- |
| Isterectomia addominale                                                    | - Nessuna limitazione data dalle dimensioni dell'utero - Nessun aumento delle complicanze post-chirurgiche rispetto al vaginale | - Periodo di recupero più lungo prima del ritorno alle normali attività - Può avere un rischio più elevato di sanguinamento rispetto alla chirurgia laparoscopica - Tecnica vaginale o laparoscopica preferita per le persone obese                                                    |
| Isterectomia vaginale                                                      | - Tempo di operazione più breve - Breve periodo di convalescenza e recupero e rapida dimissione dall'ospedale - Meno farmaci antidolorifici e costi ospedalieri più bassi rispetto alla tecnica laparoscopica - Costi complessivamente più bassi                                                                 | - Limitata dalle dimensioni dell'utero e da eventuali precedenti interventi chirurgici - Capacità limitata di valutare le ovaie e le tube di Falloppio |
| Isterectomia sopracervicale laparoscopica (isterectomia subtotale)         | - Non chiaro se l'approccio subtotale porta a una riduzione del prolasso degli organi pelvici a lungo termine - Nessuna evidenza che questa tecnica migliori la funzione sessuale o riduce il rischio operativo di danno alle vie urinarie o all'intestino - Ritorno più rapido alle normali attività            | - Le donne devono sottoporsi regolarmente allo screening del cancro del collo dell'utero dopo l'intervento - Possibilità di sanguinamento ciclico dopo l'approccio subtotale |
| Isterectomia vaginale assistita dalla laparoscopia (LAVH)                  | - Possibile con un utero più grande, a seconda delle capacità del chirurgo | - Costi più elevati rispetto all'approccio vaginale - I tumori maligni possono essere rimossi con questo approccio solo se sono intatti - Non indicata per pazienti affette da malattia cardiopolmonare                                                                                |
| Isterectomia laparoscopica totale                                          | - Breve durata del trattamento ospedaliero rispetto a quella addominale - Consente di diagnosticare e trattare altre malattie pelviche - Ritorno più rapido alle normali attività rispetto alle tecniche addominali - Associato con un'alta qualità della vita a lungo termine, rispetto alla tecnica addominale | - Aumento della lunghezza del tempo di chirurgia - Minor tasso di sanguinamento, febbre, infezioni rispetto alla chirurgia addominale - Richiede un alto grado di abilità chirurgiche laparoscopiche - Può avere un rischio più elevato di lesione a carico della vescica o dell'utero |
| Isterectomia laparoscopica a porta singola/mini isterectomia laparoscopica | - Nessun miglioramento clinico significativo rispetto all'isterectomia laparoscopica convenzionale - Miglioramento dei risultati estetici rispetto all'isterectomia laparoscopica convenzionale - Necessarie ulteriori ricerche                                                                                  | |
| Isterectomia robot-assistita                                               | - Percentuale di complicanze simile rispetto alla laparoscopia convenzionale - Può comportare soggiorni ospedalieri più brevi - Necessarie ulteriori ricerche | - Tempi chirurgici più lunghi - Aumento del costo - Necessarie ulteriori ricerche |

## Rischi ed effetti avversi
La mortalità a breve termine (entro 40 giorni dall'intervento) si aggira intorno a 0,38 casi su 1000 se l'intervento è eseguito per cause benigne. I rischi di complicanze è correlato alla presenza di fibromi, all'età più giovane (la pelvi è più vascolarizzata con conseguente maggior rischio di sanguinamento, inoltre l'utero è più ampio), sanguinamento uterino disfunzionale e parità di gravidanze.
Il tasso di mortalità è parecchie volte superiore se l'intervento è eseguito in pazienti in gravidanza, con tumore o altre complicanze.
Le donne di età inferiore ai 45 anni hanno una mortalità a lungo termine significativamente aumentata, che si ritiene sia causata dagli effetti collaterali ormonali dell'isterectomia e della ooforectomia profilattica.
Circa il 35% delle donne dopo l'isterectomia subisce un altro intervento chirurgico correlato entro un periodo di 2 anni.
La lesione ureterale non è rara e si verifica in circa 0,2 casi per 1.000 casi di isterectomia vaginale e 1,3 soggetti per 1.000 casi di isterectomia addominale. La lesione si verifica di solito nell'uretere distale vicino al legamento infundibulopelvico o nelpunto in cui l'uretere attraversa al di sotto l'arteria uterina, spesso a causa del clampaggio alla cieca e per il posizionamento di una legatura per controllare l'emorragia.

### Ooforectomia involontaria e insufficienza ovarica prematura
La rimozione di una o di entrambe le ovaie viene eseguita in un numero sostanziale di donne sottoposte a isterectomia, che inizialmente erano destinate a non comportare un’ovariectomia. L'età media della menopausa nelle donne sottoposte a isterectomia con conservazione ovarica, è anticipata di circa 3,7 anni prima di quanto avvenga nella media delle altre donne. Si ritiene che ciò possa essere dovuto all'interruzione dell'afflusso di sangue alle ovaie dopo un'isterectomia o alla mancata risposta endocrina dell'utero. La funzione delle ovaie rimanenti è significativamente influenzata in circa il 40% delle donne: alcune di esse richiedono addirittura un trattamento ormonale sostitutivo. Sorprendentemente, un effetto simile (o solo leggermente più debole) è stato osservato per l'ablazione endometriale che è spesso considerata un'alternativa all'isterectomia.
Un numero considerevole di donne sviluppa cisti ovariche benigne dopo un'isterectomia.

### Effetti sulla vita sessuale e sul dolore pelvico
Dopo l'esecuzione di un’isterectomia per indicazioni benigne, la maggior parte delle donne riporta un miglioramento della vita sessuale e del dolore pelvico. Una quota minore di donne segnala un peggioramento della vita sessuale e altri problemi. Il quadro è significativamente diversa per l'isterectomia eseguita per motivi maligni. La procedura è spesso più radicale con notevoli effetti collaterali. Una percentuale di pazienti sottoposti a isterectomia per dolore pelvico cronico continua a soffrire di dolore pelvico dopo un'isterectomia e sviluppa dispareunia (rapporti sessuali dolorosi).

### Menopausa precoce e suoi effetti
I livelli di estrogeni diminuiscono drasticamente quando le ovaie vengono rimosse: ciò elimina gli effetti protettivi degli estrogeni sui sistemi cardiovascolare e scheletrico. Questa condizione viene spesso definita "menopausa chirurgica", sebbene sia sostanzialmente diversa da uno stato naturale di menopausa. Nella menopausa chirurgica vi è un improvviso shock ormonale all'organismo che causa una rapida comparsa di sintomi come vampate di calore, mentre la menopausa fisiologica consiste in una diminuzione graduale dei livelli ormonali in un periodo di anni: l’utero è intatto e le ovaie sono in grado di produrre ormoni anche dopo la cessazione dei cicli mestruali.
Uno studio ha mostrato che il rischio di una successiva malattia cardiovascolare è sostanzialmente aumentato per le donne che sono state sottoposte a isterectomia all'età di 50 anni o più. Nessuna associazione è stata invece trovata per il gruppo di donne sottoposte alla procedura dopo i 50 anni. Il rischio è più alto in caso di isterectomia + ovariectomia, ma è comunque documentabile anche per quelle donne nelle quali vengono conservate le ovaie.
Diversi altri studi hanno scoperto che l'isterectomia si associa all’osteoporosi (una riduzione della densità ossea) e ad aumento del rischio di fratture ossee. Questo è un effetto che è stato attribuito all'azione modulatoria degli estrogeni sul metabolismo del calcio; inoltre il calo dei livelli sierici di estrogeni dopo la menopausa può causare un'eccessiva perdita di calcio che facilita la rarefazione ossea.
Le isterectomie sono state anche associate a tassi più elevati di malattie cardiache e a fragilità ossea. Le donne che hanno subito un'isterectomia associata alla rimozione di entrambe le ovaie, hanno in genere livelli di testosterone ridotti rispetto a quelle pazienti non sottoposte a ovariectomia. Livelli ridotti di testosterone nelle donne sono predittivi di una futura perdita di altezza, la quale può verificarsi a causa di ridotta densità ossea e tendenza a schiacciamento dei corpi vertebrali. Al contrario livelli di testosterone più elevati nelle donne sono associati a un maggior senso di desiderio sessuale.
L'esecuzione di un'ovariectomia prima dei 45 anni è associata a una mortalità aumentata di 5 volte per disturbi neurologici e mentali.

### Incontinenza urinaria e prolasso vaginale
L'incontinenza urinaria e il prolasso vaginale sono effetti avversi ben noti che si sviluppano in un’alta percentuale di pazienti, molto tempo dopo l'intervento. Tipicamente, queste complicanze si sviluppano a distanza di 10-20 anni dall’intervento. Per questa ragione l’incidenza esatta non è nota e i fattori di rischio sono anch’essi poco conosciuti.
Similmente non è noto se la scelta della tecnica chirurgica possa avere un qualche effetto. È stato valutato che il rischio di incontinenza urinaria è approssimativamente raddoppiato entro 20 anni dopo l'isterectomia. Uno studio a lungo termine ha rilevato un rischio aumentato di 2,4 volte di dover eseguire l'intervento chirurgico per correggere un’incontinenza urinaria da stress dopo isterectomia.
Il rischio di prolasso vaginale dipende da fattori quali il numero di parti per via vaginale, la difficoltà di tali parti e il tipo di travaglio. L'incidenza complessiva è approssimativamente raddoppiata dopo l'esecuzione di un’isterectomia.

### Aderenze postoperatorie e ostruzione intestinale
La formazione di aderenze postoperatorie è un rischio concreto dopo l'esecuzione di un’isterectomia: ciò avviene sia a causa della marcata estensione della dissezione sia per il fatto che la ferita chirurgica da isterectomia si trova nella parte più declive della pelvi, molto soggetta alle spinte gravitazionali della matassa intestinale, e quindi nella quale può facilmente cadere un'ansa dell'intestino.
In una review del 2010, l'incidenza dell'ostruzione del piccolo intestino dovuta ad aderenze intestinali è risultata del 15,6% nelle isterectomie addominali totali non laparoscopiche, rispetto allo 0,0% in caso di isterecomie laparoscopiche.

### Infezione della ferita
L'infezione della ferita si verifica in circa il 3% dei casi di isterectomia addominale.
Il rischio è aumentato da diversi fattori: obesità, diabete mellito, alterato stato immunitario, uso di corticosteroidi sistemici, fumo, ematoma della ferita e infezioni preesistenti (ad esempio corioamnionite e malattia infiammatoria pelvica).
Queste infezioni della ferita chirurgica tendono ad evolvere principalmente verso la formazione di un ascesso dell'incisione o una cellulite della ferita.
Tipicamente, entrambe si associano a eritema, ma solo l’ascesso dell'incisione determina un drenaggio purulento.
Se dopo un'isterectomia si sviluppa un ascesso della ferita chirurgica, il trattamento raccomandato consiste nell’esecuzione di una nuova piccola incisione e nel drenaggio, quindi nella copertura con un sottile strato di garza seguita da medicazione sterile.
La medicazione deve essere cambiata e la ferita viene irrigata con normale soluzione fisiologica allo 0,9% almeno due volte al giorno. Inoltre, si raccomanda di somministrare un antibiotico attivo contro gli stafilococchi e gli streptococchi: è preferibile ricorrere all’utilizzo di vancomicina quando esiste il rischio concreto di MRSA.
La ferita non necessità di ulteriore accostamento con punti di sutura e può essere lasciata chiudere per intenzione secondaria. In alternativa, se l'infezione è poco produttiva e un tessuto di granulazione sano è evidente alla base della ferita, i bordi dell'incisione possono essere riaccostati, ad esempio utilizzando punti a farfalla, punti metallici o punti di sutura.
Dopo un adeguato periodo di convalescenza la paziente può tornare ad avere normali rapporti sessuali.
La chirurgia ricostruttiva rimane un'opzione per le donne che hanno sperimentato patologie sia benigne sia maligne.

### Altri problemi rari
L'isterectomia può causare un aumento del rischio di carcinoma a cellule renali, ma questo evento è relativamente raro. L'aumento del rischio è particolarmente pronunciato per le giovani donne; il rischio sembra essere più basso dopo isterectomia eseguita per via vaginale. Gli effetti ormonali o la lesione dell'uretere sono stati considerati come possibili spiegazioni di questo incremento di rischio. In alcuni casi il carcinoma a cellule renali può essere una manifestazione di una mancata diagnosi di leiomiomatosi ereditaria e tumore a cellule renali.
La rimozione dell'utero non seguita dalla rimozione delle ovaie può comportare una situazione che in rare occasioni può portare a una gravidanza ectopica: la spiegazione risiede nel non diagnosticato stato di avvenuta fertilizzazione con ovulo fecondato che doveva ancora scendere nell'utero, prima del verificarsi dell'intervento chirurgico. Allo stato dell'arte in letteratura medica sono stati identificati e discussi circa una ventina di casi. In rare occasioni, i rapporti sessuali dopo un'isterectomia possono causare un'eviscerazione transvaginale dell'intestino tenue. La cuffia vaginale è per l'appunto la regione più alta della vagina che viene ad essere strettamente suturata dopo un'isterectomia. Una complicazione rara è rappresentata dalla deiscenza di questa regione con conseguente eviscerazione del piccolo intestino in vagina.

## Prognosi e riabilitazione
La degenza ospedaliera dura circa 5 giorni o più in caso di intervento per via addominale e circa 1-2 giorni (ma talvolta più a lungo) in caso di procedura vaginale o intervento per via laparoscopica assistita.

## Sterilizzazione degli animali domestici
Nel caso di intervento finalizzato alla sterilizzazione degli animali domestici di sesso femminile, in special modo cani e gatti, si esegue preferibilmente una ovarioisterectomia che consiste nell'asportazione delle ovaie oltre all'utero, con lo scopo di evitare completamente l'estro nell'animale.